# Álgebra de Lie simple
En álgebra, un álgebra de Lie simple es un álgebra de Lie que es no-abeliano y no contiene ideales propios distintos de cero. La clasificación de las álgebras de Lie simples reales es uno de los principales logros de Wilhelm Killing y Élie Cartan.
Una suma directa de álgebras de Lie simples se llama álgebra de Lie semisimple. Un grupo de Lie simple es un grupo de Lie conexo cuya álgebra de Lie es simple.

## Álgebras de Lie simples complejas
Un álgebra de Lie compleja que sea simple y de dimensión finita es isomorfa a cualquiera de los siguientes: {\displaystyle {\mathfrak {sl}}_{n}\mathbb {C} }, {\displaystyle {\mathfrak {so}}_{n}\mathbb {C} }, {\displaystyle {\mathfrak {sp}}_{2n}\mathbb {C} } (álgebras de Lie clásicas) o uno de los cinco álgebras de Lie excepcionales.
Para cada álgebra de Lie semisimple compleja y de dimensión finita {\displaystyle {\mathfrak {g}}}, existe un diagrama correspondiente (llamado diagrama de Dynkin) donde los nodos denotan las raíces simples, los nodos están unidos (o no unidos) por un número de líneas dependiendo de los ángulos entre las raíces simples y las flechas se ponen para indicar si las raíces son más largas o más cortas. El diagrama de Dynkin de {\displaystyle {\mathfrak {g}}} está conectado si y solo si {\displaystyle {\mathfrak {g}}} es simple. Todos los diagramas de Dynkin conectados posibles son los siguientes:
donde n es el número de los nodos (las raíces simples). La correspondencia de los diagramas y álgebras de Lie simples complejas es la siguiente:
(An) {\displaystyle \quad {\mathfrak {sl}}_{n+1}\mathbb {C} }
(Bn) {\displaystyle \quad {\mathfrak {so}}_{2n+1}\mathbb {C} }
(Cn) {\displaystyle \quad {\mathfrak {sp}}_{2n}\mathbb {C} }
(Dn) {\displaystyle \quad {\mathfrak {so}}_{2n}\mathbb {C} }
El resto, álgebras de Lie excepcionales.

## Álgebras de Lie simples reales
Si {\displaystyle {\mathfrak {g}}_{0}} es un álgebra de Lie simple real de dimensión finita, su complejización es (1) simple o (2) un producto de un álgebra de Lie compleja simple y su conjugado. Por ejemplo, la complejización de {\displaystyle {\mathfrak {sl}}_{n}\mathbb {C} } considerada como un álgebra de Lie real es {\displaystyle {\mathfrak {sl}}_{n}\mathbb {C} \times {\overline {{\mathfrak {sl}}_{n}\mathbb {C} }}}. Por lo tanto, un álgebra de Lie simple real se puede clasificar por la clasificación de álgebras de Lie simples complejas y alguna información adicional. Esto se puede hacer mediante diagrama de Satakes que generalizan diagramas de Dynkin. Véase también Tabla de grupos de Lie#Álgebras de Lie reales para una lista parcial de álgebras de Lie simples reales.